# ASAP Rocky
Ракім Маєрс (англ. Rakim Mayers; нар. 3 жовтня 1988, Нью-Йорк), більш відомий як ASAP Rocky (стилізовано як A$AP Rocky) — американський репер, музичний продюсер, фотомодель, актор. Учасник Нью-Йоркського хіп-хоп колективу A$AP Mob.
У 2011 році випустив мікстейп «LiveLoveA$AP», який отримав схвальні відгуки критиків, та заключив контракти з RCA Records та Sony Music Entertainment. Через два роки після випуску дебютної роботи Ракім опублікував дебютний альбом «Long.Live.A$AP», який дебютував на першій сходинці чарту Billboard 200.
У 2015 році опублікував другу пластинку під назвою «At.Long.Last.A$AP», яка вийшла набагато темнішою через смерть одного з колег Ракіма — A$AP Yams. Вона, як і минула, дебютувала з першої сходинки Billboard 200. У травні 2018 він випустив третю пластинку під назвою «Testing».
У 2025 році виконав першу головну кінороль в житті — в кримінальному трилері Спайка Лі «З вершин до низин».

## Дитинство та юність
Ракім Маєрс народився 3 жовтня 1988 року в Гарлемі, Нью-Йорк. Маєрс був названий на честь репера Ракіма. Його батько родом з Барбадосу, а мати — афроамериканка. До того ж у Ракіма є старша сестра, Еріка Бі Маєрс. Двоюрідний брат Космик, Тарік Девега, в даний час є учасником хіп-хоп колективу A$AP Mob і виступає під псевдонімом ASAP Nast. Ракім почав читати реп у віці восьми років, коли він переїхав до столиці штату Пенсільванія. Він вчився писати вірші за допомогою свого старшого брата, у якого він згодом і надихнувся зробити собі французькі косички. Коли Ракіму було 12 років, його батько був відправлений до в'язниці за збут наркотиків; батько Ракіма помер у 2013 році. У віці 14 років його брат був убитий у Гарлемі. Смерть брата надихнула Ракіма поставитися більш серйозно до написання власних віршів. У віці 15 років, у Бронксі, Ракім почав продавати кокаїн.

## Кар'єра

### 2007—2011: A$AP Mob, LiveLoveA$AP.
У 2007 році Ракім стає участником колективу A$AP Mob, члени якого пов'язані між собою спільними інтересами: музикою, модою, дизайном і велосипедами. Засновниками A$AP Mob є A$AP Yams, A$AP Bari і A$AP Illz. У 2011 році Ракім оприлюднить маловідомий мікстейп під назвою Deep Purple, куди входить його дебютний сингл «Purple Swag». У тому ж році Ракім завантажує в інтернет сингл «Peso», який згодом неодноразово програється на одній з найвідоміших нью-йоркських радіостанцій Hot 97. Восени 2011 Ракім публікує микстейп Live.Love.A$AP, який отримує високі оцінки музичних критиків, а його ім'я через деякий час фігурує в заголовках газети The New York Times. Пізніше він підписує контракт з RCA Records і Polo Grounds Music. Взимку 2012 Ракім входить в число кандидатів на перемогу в номінації BBC's Sound of 2012.

### 2012—2014: Lord$ Never Worry, та Long.Live.A$AP
Взимку 2012 Ракім разом з Кендриком Ламар приєднується до гастрольного туру Дрейка «Club Paradise Tour», а на початку липня виступає на музичному фестивалі Pitchfork Music Festival. Телевізійний дебют артиста призначається на 20 липня на нічному шоу Late Night with Jimmy Fallon, проте пізніше дебют переноситься на 21 серпня. Причиною перенести дату виступу артиста послужило те, що за день до початку поставленої дати артист був звинувачений в причетності до бійки на Манхеттені з артистом iRome. На початку вересня того ж року Ракім разом з Ріанною виконує пісню «Cockiness (Love It)» на шоу MTV Video Music Awards.

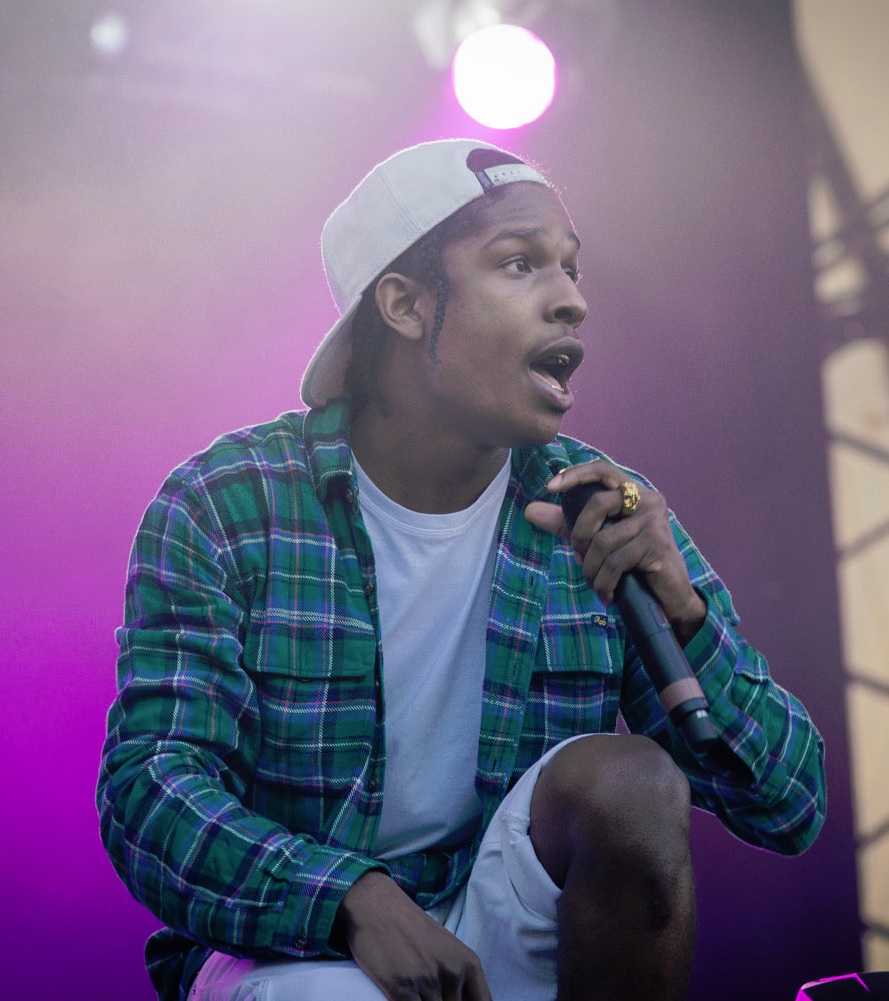
У липні 2013 року

У квітні 2012 артист публікує перший сингл з дебютного альбому під назвою «Goldie». У свою чергу в кінці літа A$AP Mob оприлюднять в інтернеті для безкоштовного скачування микстейп Lord$ Never Worry. У період з вересня по листопад Ракім відправляється в гастрольний тур по США Long Live ASAP Tour на підтримку свого майбутнього дебютного студійного альбому. Як тих, хто буде розігрівати публіку перед основним шоу, висунулися Скулбой Кью, Денні Браун і A$AP Mob. Long.Live.A$AP вийшов в світ 15 січня 2013 і стартував з першого місця в хіт-параді Billboard 200, продавши в цілому в перший тиждень 139 тисяч копій. 16 березня 2015 платівка отримала золотий сертифікат. Навесні 2013 Ракім, в інтерв'ю радіостанції Wild 94.9, прорекламував, що працює над інструментальним альбомом. Пізніше влітку, в інтерв'ю MTV, він заявив, що інструментальний альбом готовий і складається з ембієнту і називається Beauty & The Beast: Slowed Down Sessions (Chapter 1).

### 2014—2017: At.Long.Last.A$AP, Cozy Tapes.
Навесні 2014 Ракім анонсує, що веде роботу над своїм другим студійним альбомом A.L.L.A. (Абревіатура від At. Long.Last.A$AP), який стане продовженням його першого альбому — Long.Live.A$AP. На початку червня Ракім спільно з A$AP Ferg, Nast і Twelvyy випускає сингл «Hella Hoes». До свята Нового Року, Ракім публікує провідний сингл «Pretty Flacko 2» з майбутнього альбому At. Long.Last.A$AP. Через 17 днів після виходу трека, ментор і колега Ракіма, Стівен «A$AP Yams» Родрігез гине у віці 26 років. Як повідомляється, причиною смерті артиста було апное уві сні, що викликало асфіксію і дихальну недостатність.

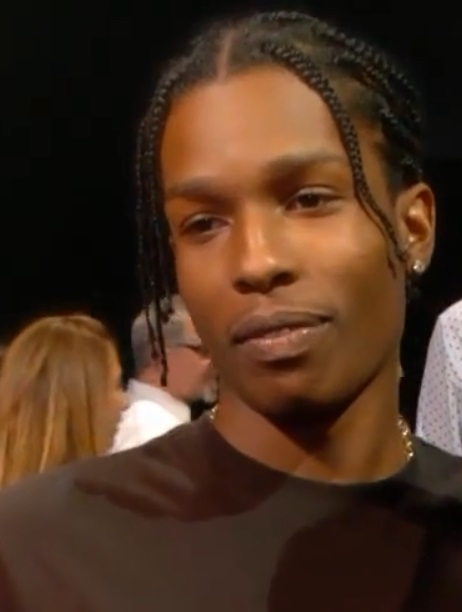
У вересні 2015 року

На початку квітня хіп-хоп виконавець представив пісню «M'$», а місяцем по тому, в одній із соціальних мереж, публікує обкладинку майбутнього альбому. У той же самий день артист публікує альтернативну обкладинку альбому і постає громадськості новий трек під назвою «Everyday». До того ж Ракім анонсує дату виходу альбому 2 червня 2015 року; однак приблизно за тиждень альбом був злитий в інтернет, що спонукало артиста перенести вихід альбому на 26 травня. У перший тиждень альбом, в США, був проданий в 146 тисяч цифрових копій і стартував з першого рядка в Billboard 200.

### 2017-сьогодення: Testing, All.Smile$
28 серпня 2017 року, в інтерв'ю журналу Complex, Ракім підтвердив, що збирається випустити свій третій студійний альбом до кінця 2018 року. 25 травня 2018 року Ракім представив третій студійний альбом Testing, записаний за сприяння Skepta, Sean Combs, Kid Cudi, Moby, Kodak Black і багатьох інших. Платівка отримала середні оцінки від музичних критиків.
28 серпня 2019 року Ракім випустив кліп і пісню Babushka Boi.

## Порушення закону
30 червня 2019 року Ракім і його команда влаштували масову бійку у Швеції, куди репер приїхав, щоб виступити як хедлайнер на хіп-хоп фестивалі Smash. Окружний суд Стокгольма 5 липня ухвалила рішення взяти репера під варту. 19 липня суд продовжив арешт ще на тиждень. На підтримку артиста виступили багато відомих особистостей, в тому числі президент США — Дональд Трамп, після телефонної розмови з репером Каньє Вестом. 2 серпня Ракім був звільнений з-під варти з дозволом на виліт з країни. 14 серпня був визнаний винним судом Швеції та засуджений до умовного терміну і штрафу розміром 1300 доларів.
У 2022 році його звинуватили у стрільбі, яка сталась 6 листопада 2021 року. Він посварився зі своїм колишнім другом ASAP Relli та влаштував стрілянину. 22 січня 2025 року суд повідомив, що може ув'язнити ASAP Rocky на 24 роки після того, як він не визнав себе винним за стрілянину. У лютому 2025 року Маєрс визнаний невинним.

## Особисте життя
У 2011 році Ракім почав зустрічатися з австралійською хіп-хоп-виконавицею Іггі Азалією. Остання, в інтерв'ю журналу Vibe, підтвердила, що зустрічається з Ракімом. У той час, як пара перебувала в стосунках, Азалія зробила на пальцях татуювання «Live.Love.A$AP»; пізніше, коли пара розлучилася, австралійка викреслила слово «A$AP».
У 2017 році спровокував чутки про його стосунки з Кендалл Дженнер, проводячи час в її компанії, зокрема і на Met Gala.
Влітку 2021 офіційно оголосив про відносини з Ріанною. Пара співпрацювала разом над кліпом Fashion Killa [Архівовано 12 вересня 2021 у Wayback Machine.], де Ріанна зіграла головну роль. У пари двоє синів (2022 і 2023 років народження).

## ASAP Rocky і Україна
У 2024 році був опублікований музичний кліп ASAP Rocky «Tailor Swif», знятий у Києві до повномасштабного вторгнення.. У листопаді того ж року репер знявся у рекламі Puma у режисурі українців.

## Фільмографія
- «Наркотик» (2015) — Дом
- «Зразковий самець 2» (2016) — камео
- «Якби у мене були ноги, я би тебе пнула» (2025) — Джеймс, керуючий мотелем
- «З вершин до низин» (2025) — Янг Фелон

## Дискографія

### Альбоми
- Long.Live.A$AP (2013)
- At.Long.Last.ASAP (2015)
- TESTING (2018)

### Мікстейпи
- LiveLoveA$AP (2011)
- Lord$ Never Worry (у складі A$AP Mob) (2012)
- Cozy Tapes Vol. 1: Friends (у складі A$AP Mob) (2016)
- Cozy Tapes Vol. 2: Too Cozy (у складі A$AP Mob) (2017)

### Сингли
- «Peso» (2011)
- «Purple Swag» (2011)
- «Goldie» (2012)
- «Fuckin' Problems» (2012)
- «Wild for the Night»
- «Fashion Killa» (2013)
- «White Nigga» (2014)
- «A$AP Forever» (2018)
- «Rich Nigga Problems» (2021)

### Співпраця
- «National anthem» feat. Lana Del Rey (2012)
- «4 Loko» feat. Smoke DZA (2012)
- «Hands On The Wheel» feat. ScHoolboy Q (2012)
- «Street Knock» feat. Swizz Beatz (2012)
- «Yellow Tape» feat. Lil Wayne, Fat Joe & French Montana (2012)
- «F**kin' Problems» feat. Drake, 2 Chainz, Kendrick Lamar (2012)
- «Work (Remix)» feat. A$AP Ferg, French Montana, Trinidad Jame$ & ScHoolboy Q (2013)
- «Pretty Flacko (Remix)» feat. Waka Flocka Flame, Gucci Mane & Pharrell Williams (2013)
- «Fashion Killa» feat. Rihanna (2013)
- «Wild For The Night» feat. Skrillex
- «One Track Mind» feat. Thirty Seconds to Mars (2018)
- «A$AP Forever» feat. Moby (2018)
- «CALLDROPS» feat. Kodak Black (2018)
- «Fukk Sleep» feat. FKA twigs (2018)
- «Praise The Lord (Da Shine)» feat. Skepta (2018)
- «Mazza» feat. slowthai (2021)
- «Respect to Fake» feat. kosmuk (2022)